# David Dickson
David Dickson (Batu Gajah, 20 febbraio 1941) è un ex nuotatore australiano.
Specializzato nello stile libero, ha vinto tre medaglie di bronzo nelle staffetta alle Olimpiadi: nella staffetta 4x200 m sl a Roma 1960 e nelle staffette 4x100 m sl e 4x100 m mx a Tokyo 1964.
È stato primatista mondiale della staffette 4x200 m sl.

## Palmarès
- Olimpiadi
  - Roma 1960: bronzo nella staffetta 4x200 m sl.
  - Tokyo 1964: bronzo nelle staffette 4x100 m sl e 4x100 m misti.

- Giochi dell'Impero e del Commonwealth Britannico
  - 1966 - Kingston: bronzo nelle 110 yd sl.